# Моздокский музей краеведения
Моздо́кский музе́й краеве́дения (осет. Мæздæджы бæстæзонæн музей) — филиал Национального музея РСО-Алания в городе Моздоке.

## История
Официальная дата основания музея — 27 марта 1970 года. На общественных началах музей существовал уже за год до этого, а у истоков стояли: учитель-историк Ольга Степановна Степанищева, полковник в отставке Михаил Васильевич Артюхов (он же и стал первым директором образовавшегося музея) и Серафима Фёдоровна Пальцева — хранитель музея.
День за днём, год за годом в музее собирались многочисленные, порой бесценные экспонаты, преображался он и сам. А преобразователями являлись замечательные люди: Яков Васильевич Бандур, Вера Федоровна Козырева, Владимир Петрович Федоров, Вера Петровна Орлова, а также многочисленные помощники из числа моздокчан, которые пополняли и продолжают пополнять материалами фонды музея.
В 1981 году музей переехал с улицы Скудра в отреставрированное старинное здание в центре города на улице Кирова, 22, где располагается до сих пор.

## Характеристика фонда и залов
Общая площадь музея — 334,3 м², в том числе 281,25 м² — экспозиционная площадь, а 53,05 м² — фонды. Количество экспонатов составляет более 17000 единиц хранения, в том числе 14201 — основного фонда. 8 залов музея рассказывают об истории Моздока, природе, археологии, Гражданской и Великой Отечественной войнах, о современном Моздоке.
Также в музее есть специальные папки, в которых хранятся исторические документы и воспоминания моздокчан-ветеранов о Великой Отечественной войне.

## Деятельность музея

### Коллектив
Из 11 работников музея 7 человек имеют высшее образование, из них трое — научные сотрудники. Самый большой стаж в музее — 27 лет — у старшего научного сотрудника заведующей филиалом Чельдиевой Симы Яковлевны, 20 лет — у старшего научного сотрудника Стариченко Инны Фёдоровны, 17 лет — у смотрителя зала Бондаренко Натальи Ивановны и 10 лет — у Быхаловой Аллы Степановны, также смотрителя зала.

### Научная и культурно-массовая работа
Музей, как культурно-просветительское учреждение, проводит большую работу по пропаганде истории родного края, по воспитанию бережного отношения к историко-архитектурным, археологическим памятникам, знакомит с обычаями и традициями народов, проживающих на территории района и т. д. Сотрудниками ведется плановое комплектование фондов в соответствии с профилем, проводятся лекционные занятия, массовые мероприятия, экскурсионная и выставочная деятельности за пределами музея. Ведется учёт объектов, представляющих историческую ценность, построенных по генплану, Высочайше утверждённому Императором Александром I. Научными сотрудниками проводится большая поисковая работа по выявлению имён без вести пропавших бойцов Красной армии, захороненных на территории района. Музей тесно сотрудничает с поисковыми группами, работающими в нашей республике и соседней Чеченской.
С января 2010 года лекции и беседы на военно-патриотические темы в зале Боевой Славы музея прослушали 4042 человека. В музейных и внемузейных мероприятиях, посвященных победе в Немецко-советской войне, приняло участие 3548 человек. В газетах «Моздокский вестник» и «Время, события, документы» было опубликовано 16 статей о моздокчанах — участниках войны и защитниках Моздокского района. На радио «Моздок» научными сотрудниками музея подготовлено 15 выступлений на военно-патриотическую тему.
С 2013 года, когда отмечалось 250-летие Моздока, было принято решение посвящать ежегодно акцию «Ночь в музее» одному из народов, населяющих Моздок. Так как первостроителями и основным населением Моздока в XVIII веке были казаки, то с них и было решено начать показ культуры, обычаев, обрядов и традиций. В канун юбилея города (2013 г.) научные сотрудники приняли участие в издании новой книги и буклета «Моздок», разработали 3 экскурсионных маршрута, 4 буклета: «Моздокчане — Герои Советского Союза», «Моздокчане — полные кавалеры Ордена Славы», «Что ни дом, то история», «Моздокчане — Герои России».

## Награды
Музей неоднократно награждался почётными грамотами Министерств культуры СССР, РСФСР, РСО-Алания, в 2003 году в смотре-конкурсе музеев республики занял первое место и получил денежную премию 10000 рублей, по итогам работы в 2008 году музей наградили ценным призом. В 2015 г. в честь 45-летия музея коллектив был награждён почётными грамотами Министерства культуры республики.

## Стихи о Моздокском краеведческом музее
Мой музей! Твои добрые стены

Воскрешают былые века.

Остается память нетленной ,

Словно бурная Терек-река.

Ты — хранитель истории края,

И счастливых, и горьких лет.

Мы приходим сюда, узнавая

Чью-то книгу иль чей-то портрет.

О музей! Собиратель Моздока,

Ты для нас как родной человек.

Для тебя не отмеряны сроки.

Пусть же долгими будут дороги,

Ну а сердце — юным вовек.— Раиса Ермизина., Моздокскому музею.
Пальцев Лев Лазаревич. «Музей в Моздоке»:

(посвящено создателям музея, 28 марта 1970 г.)

Родной Моздок, мой город древний, мудрый,

Согретый солнцем, радостью друзей.

Чего спешишь ты улицею Скудры?

Иду, товарищ, открывать музей.

Он создан по крупицам всем народом,

Который летописец и творец.

Не тесны ли музею эти своды?

Ты не спеши, построим и дворец.

Весна идет. Такой и не бывало.

Мне древний дуб про это сам сказал.

Великая, вместившись в доме малом,

История глядит тебе в глаза.

## Галерея

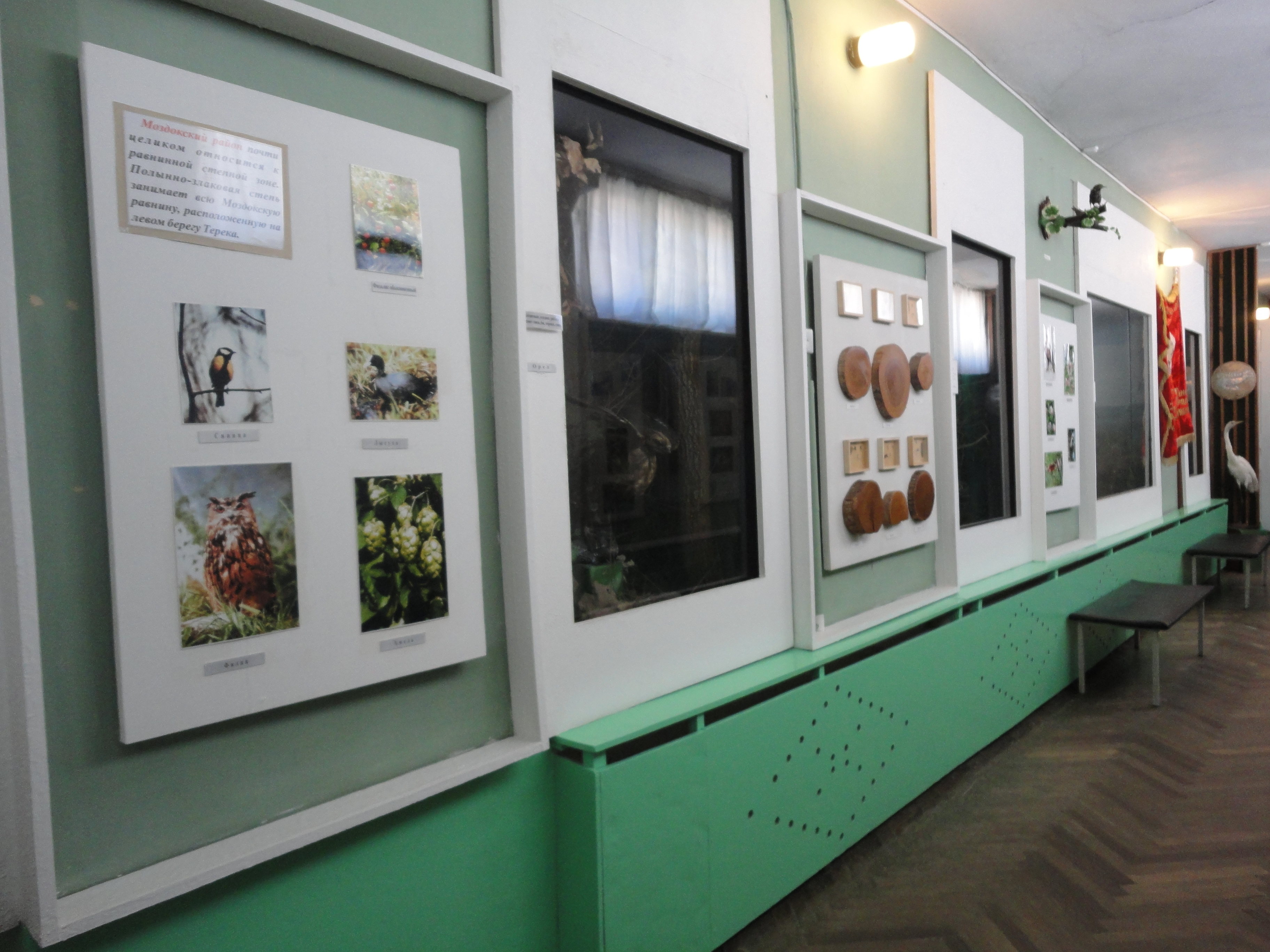
Флора и фауна города Моздока
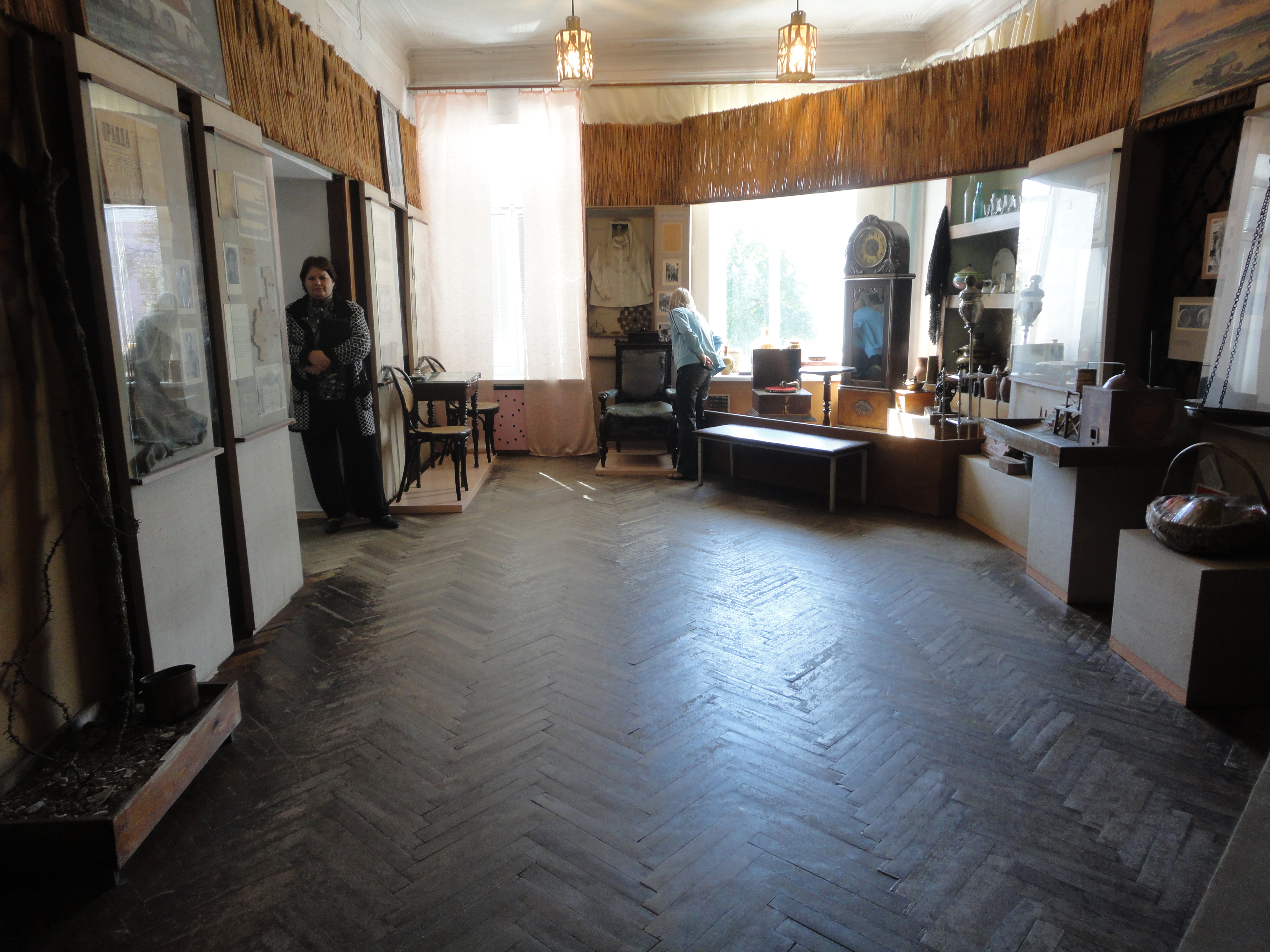
Экспозиция
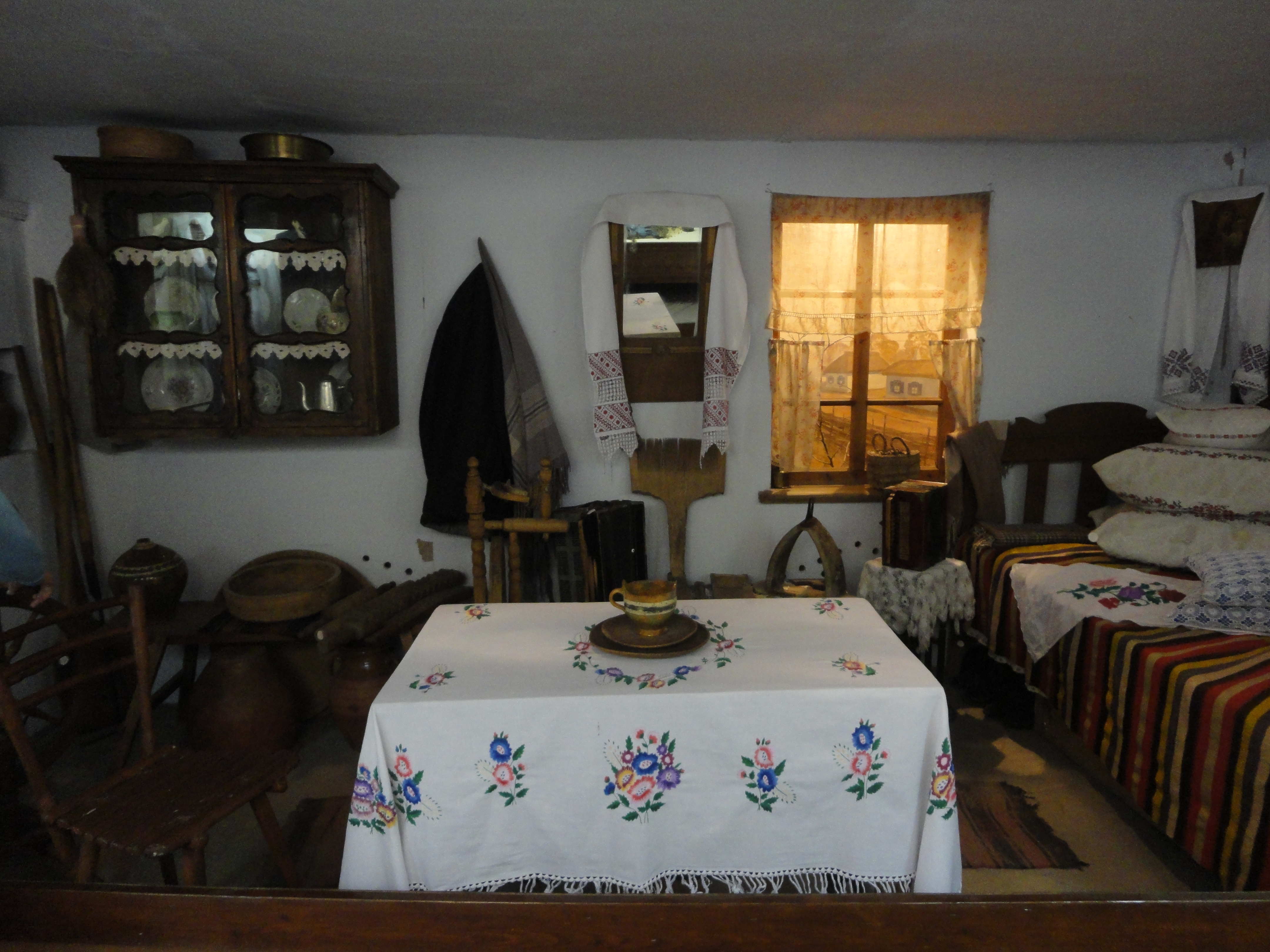
Внутренняя обустройка
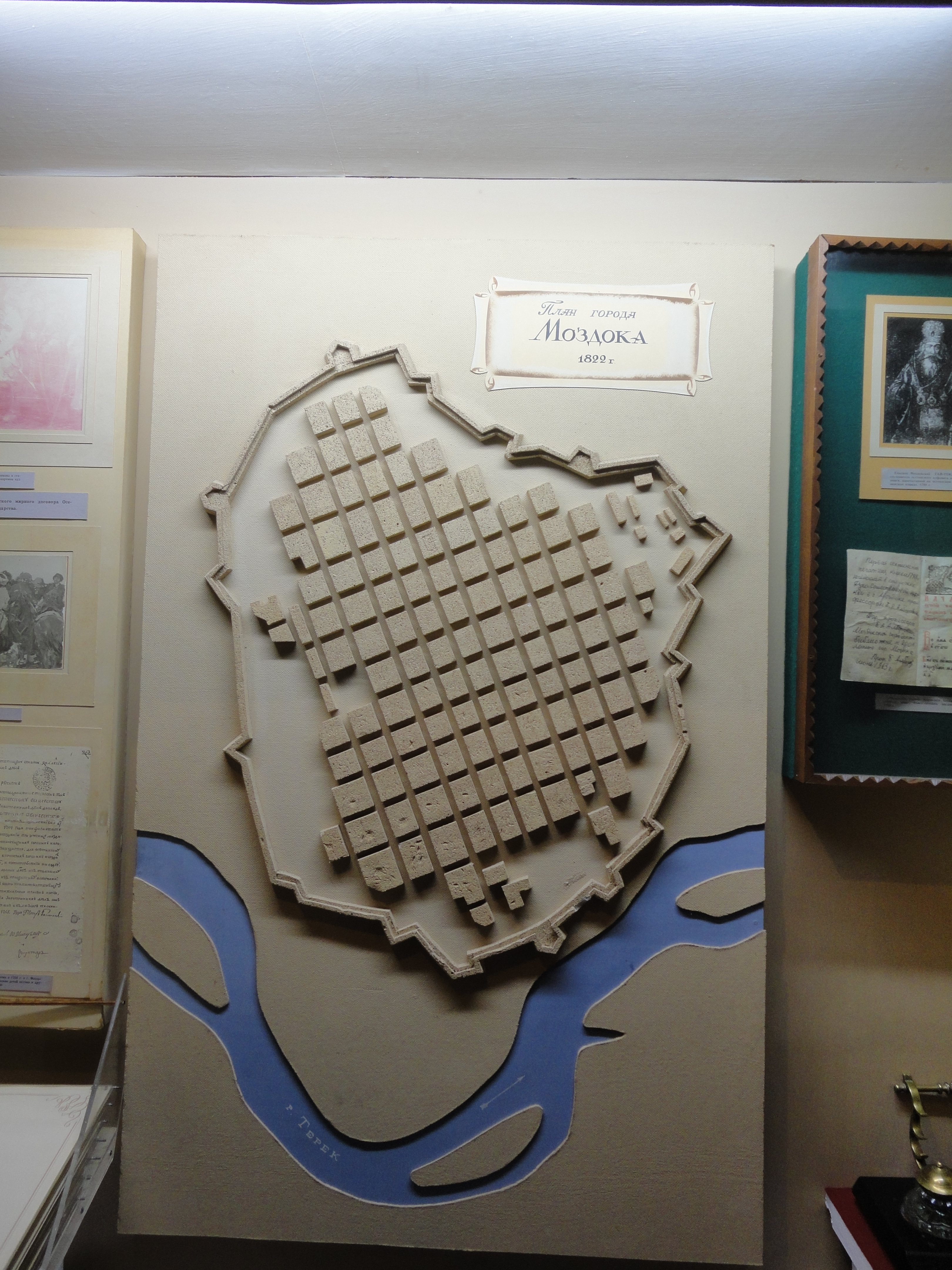
План Моздока
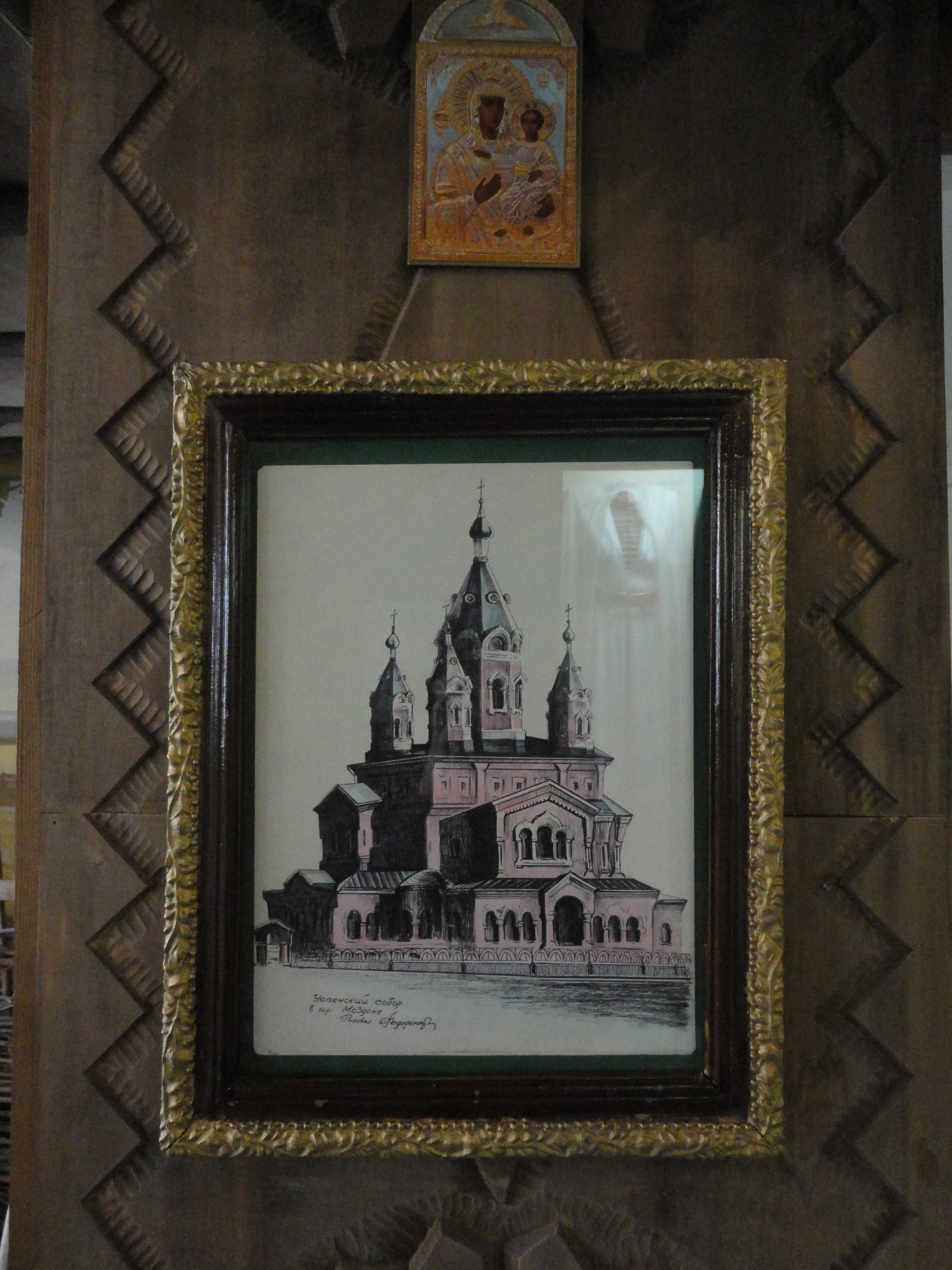
Успенский собор
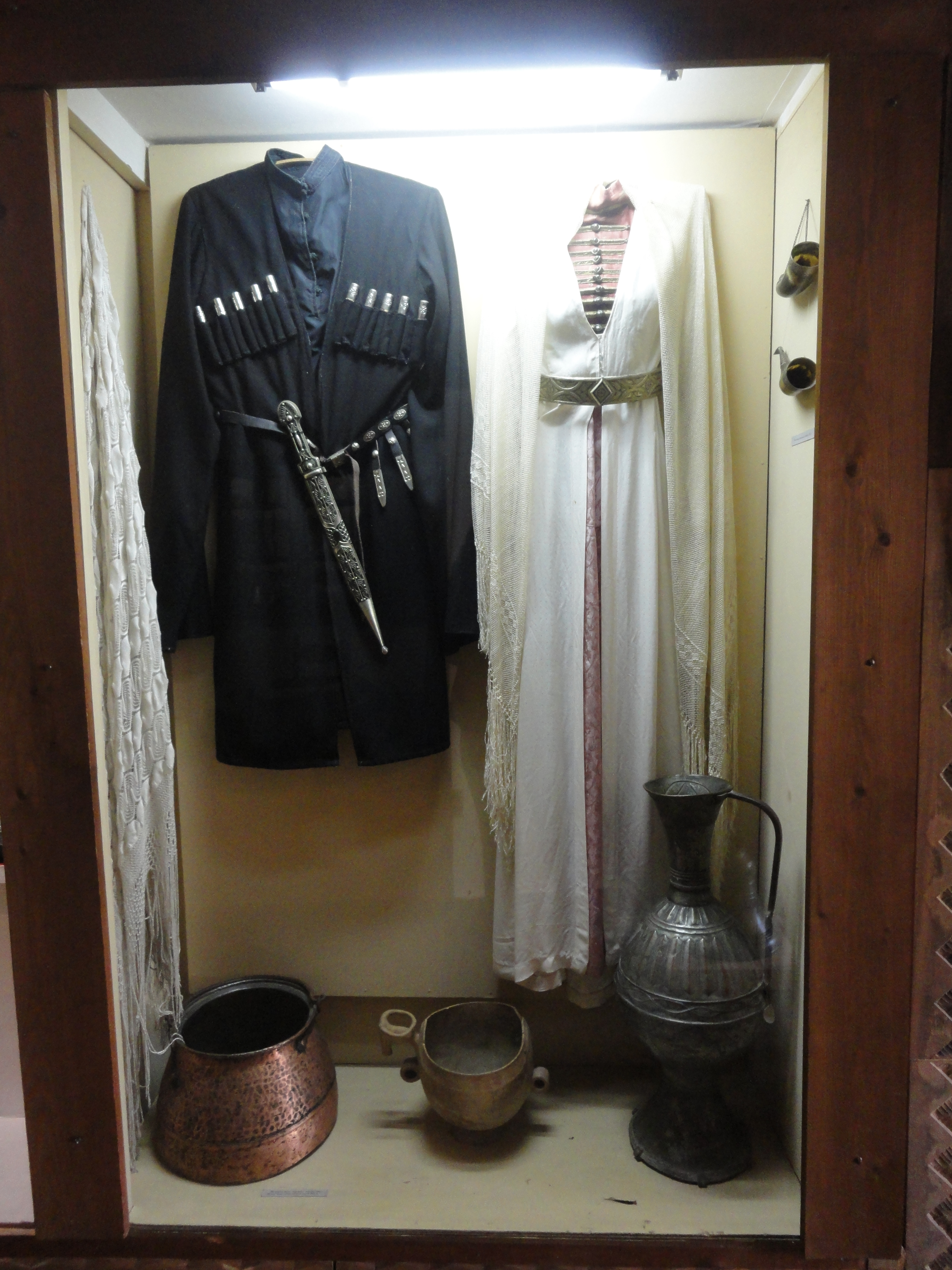
Национальные костюмы
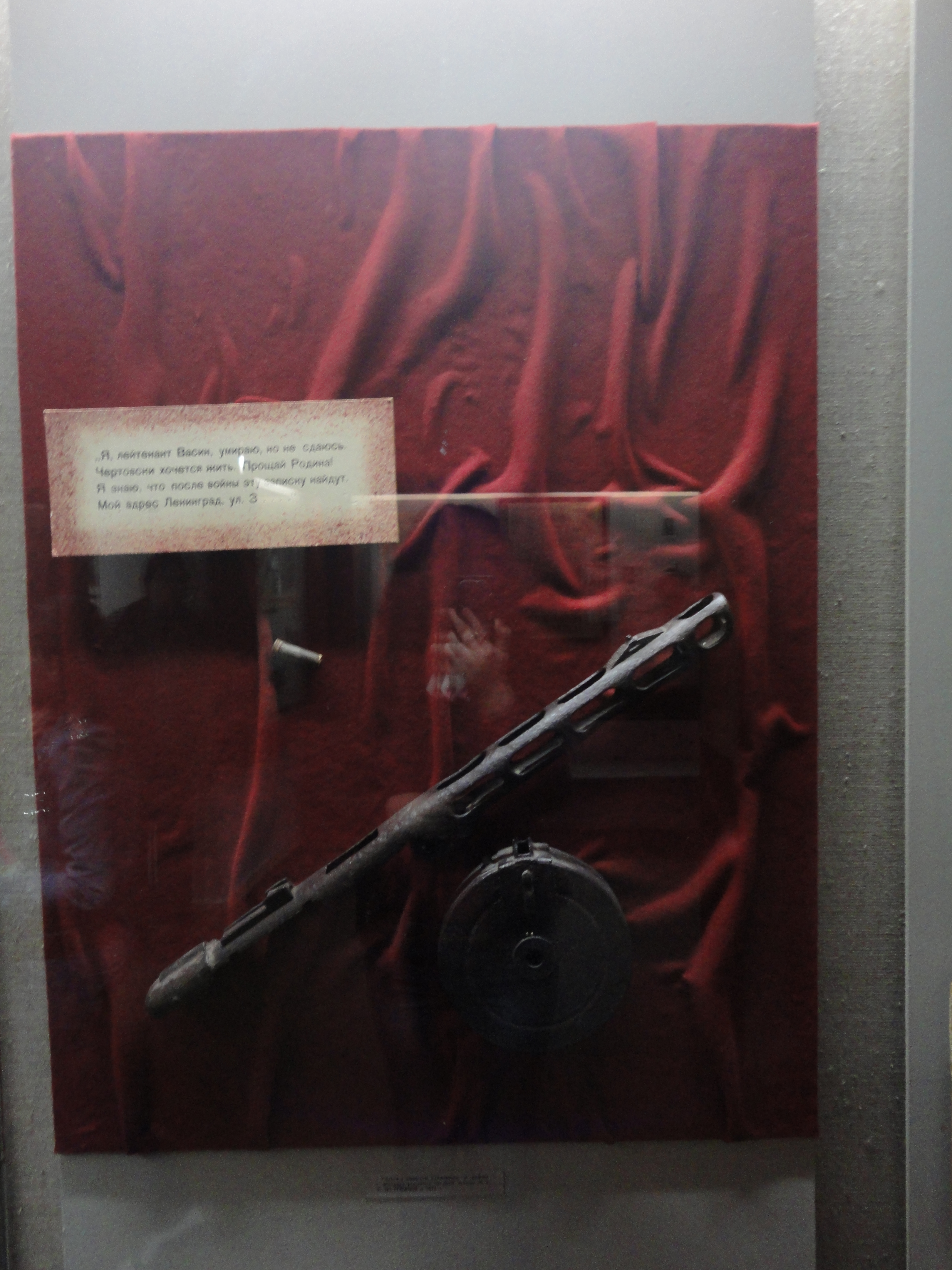
Пуля с запиской внутри, найденная в Моздоке
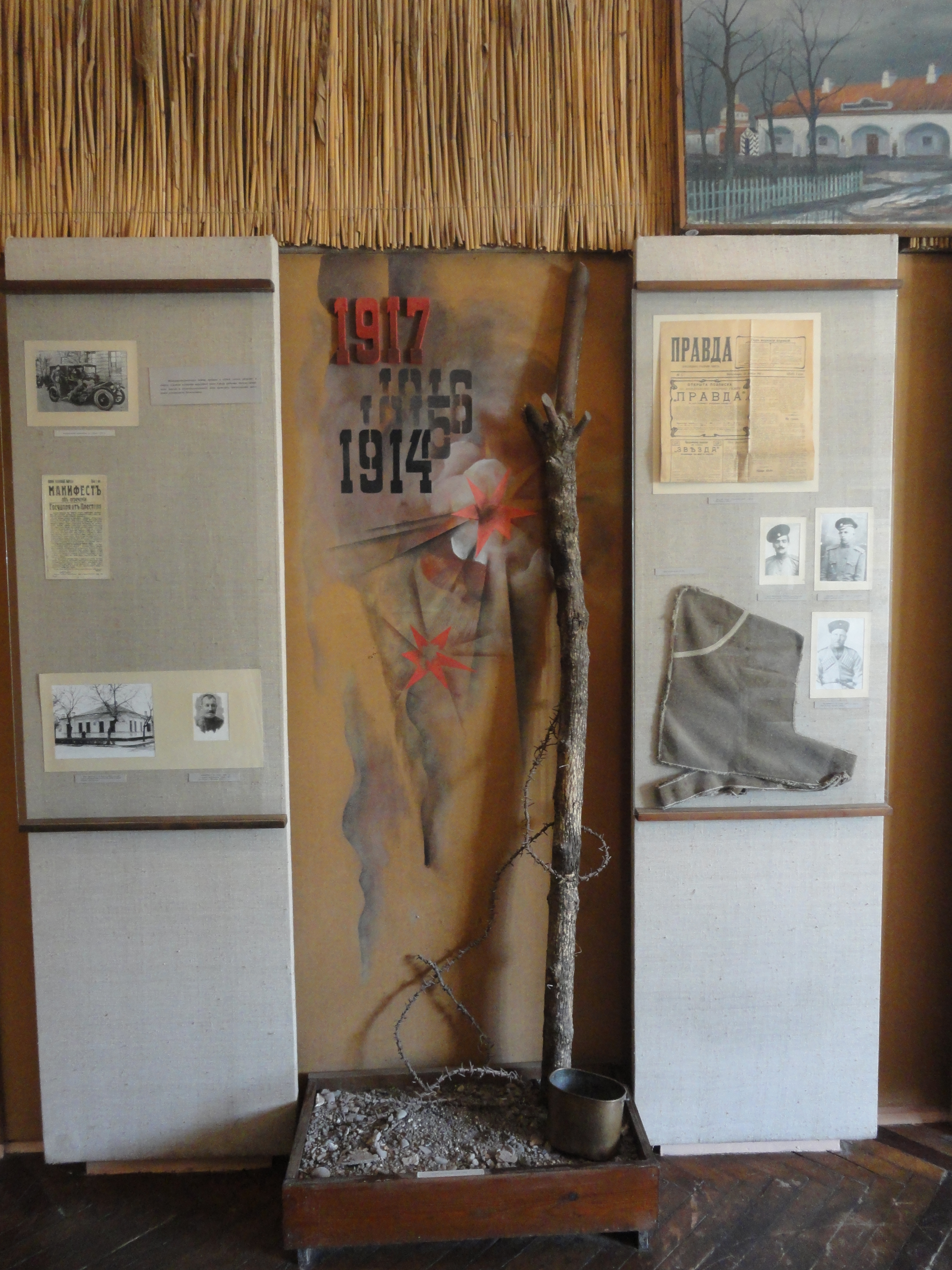
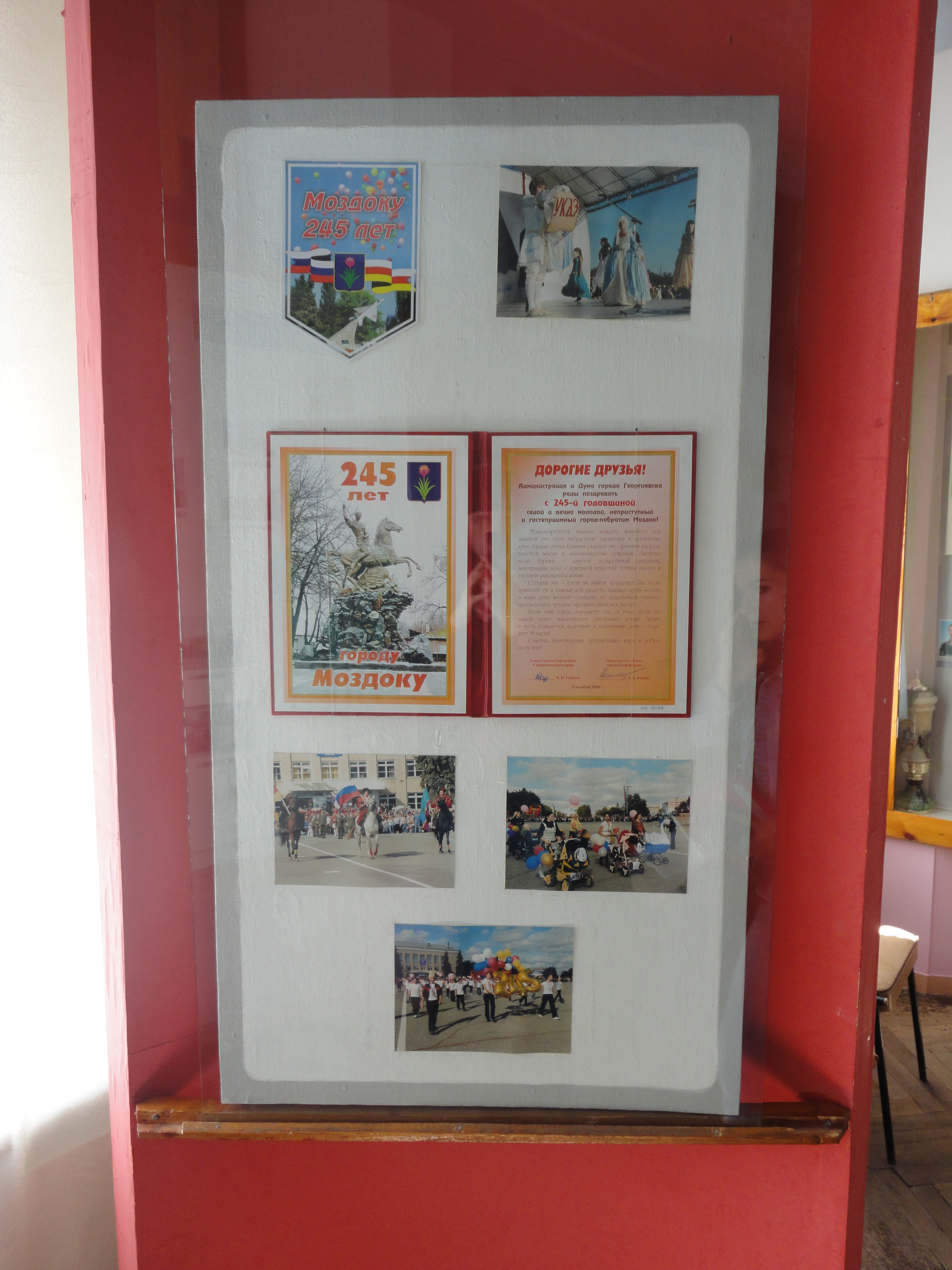
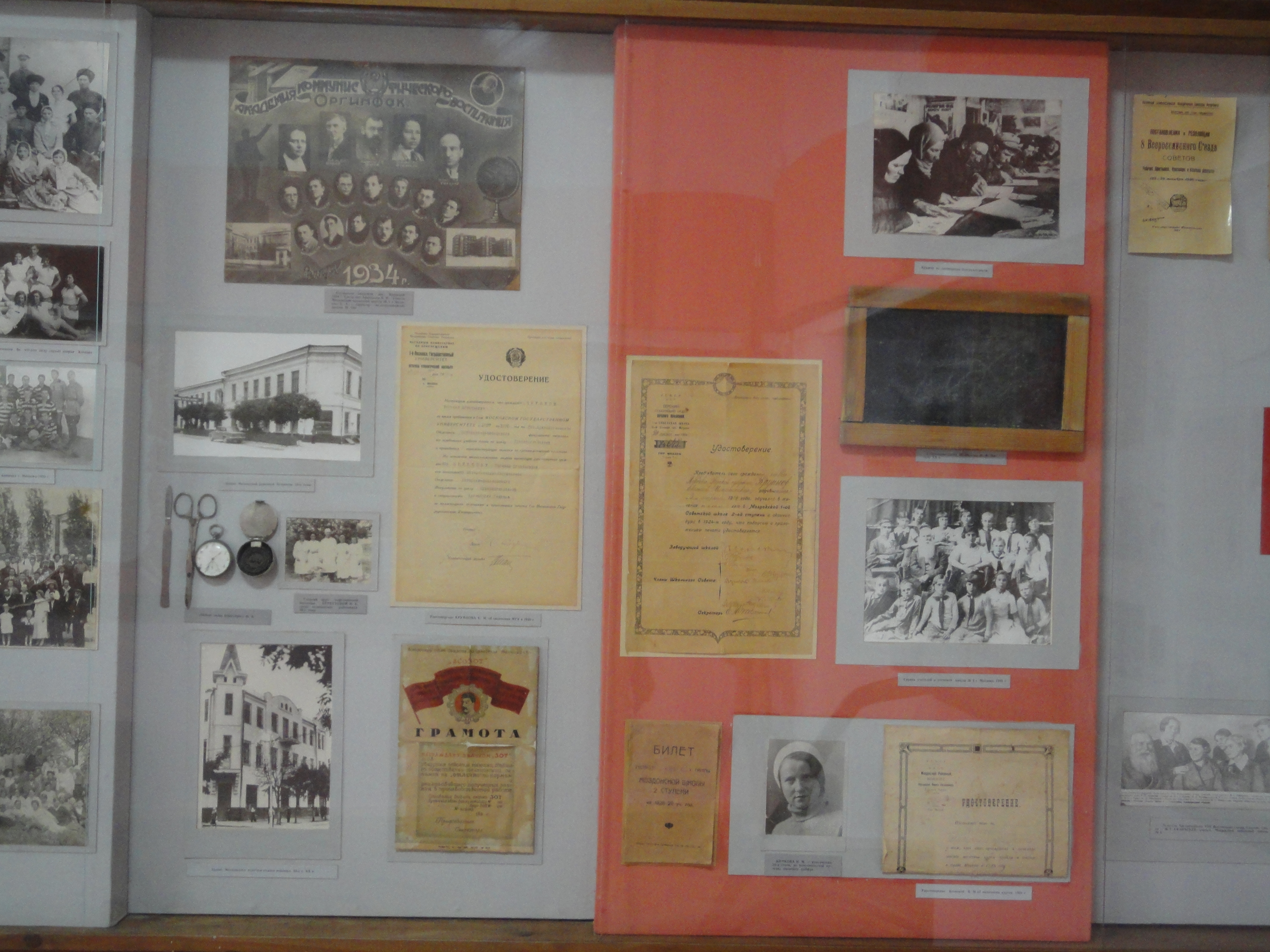
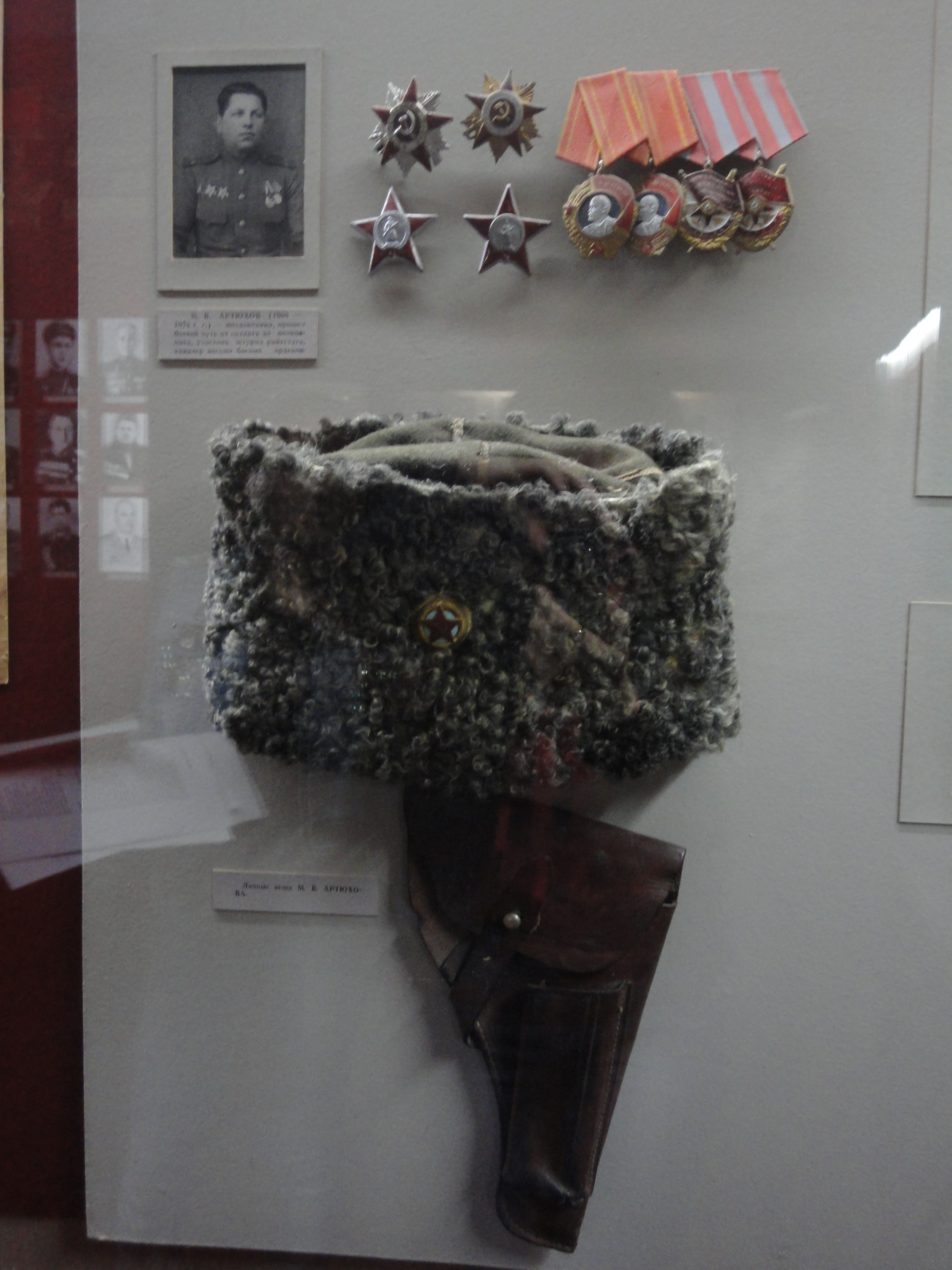
Первый директор музея — Артюхов
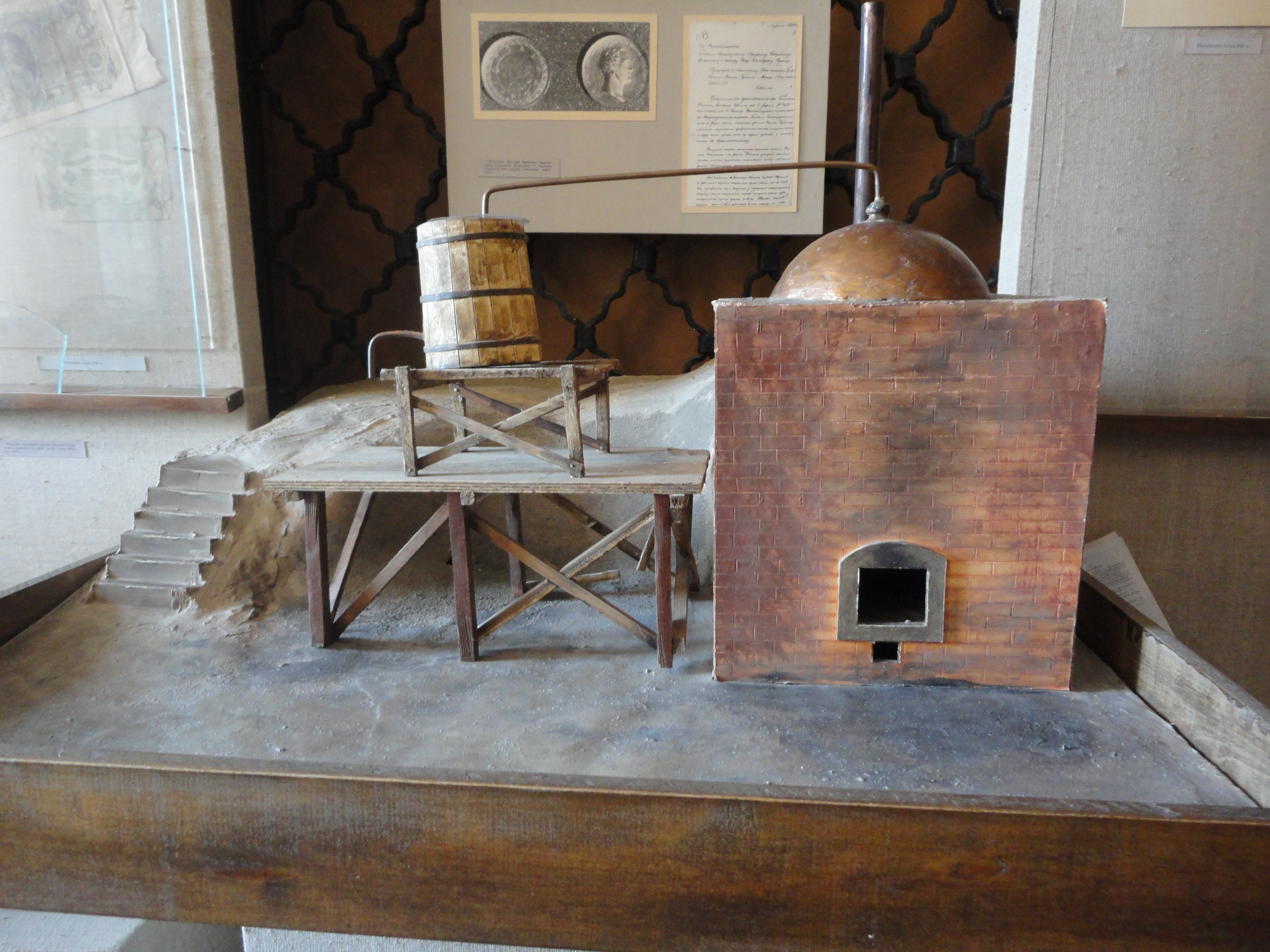
Макет первого в мире Керосинового завода
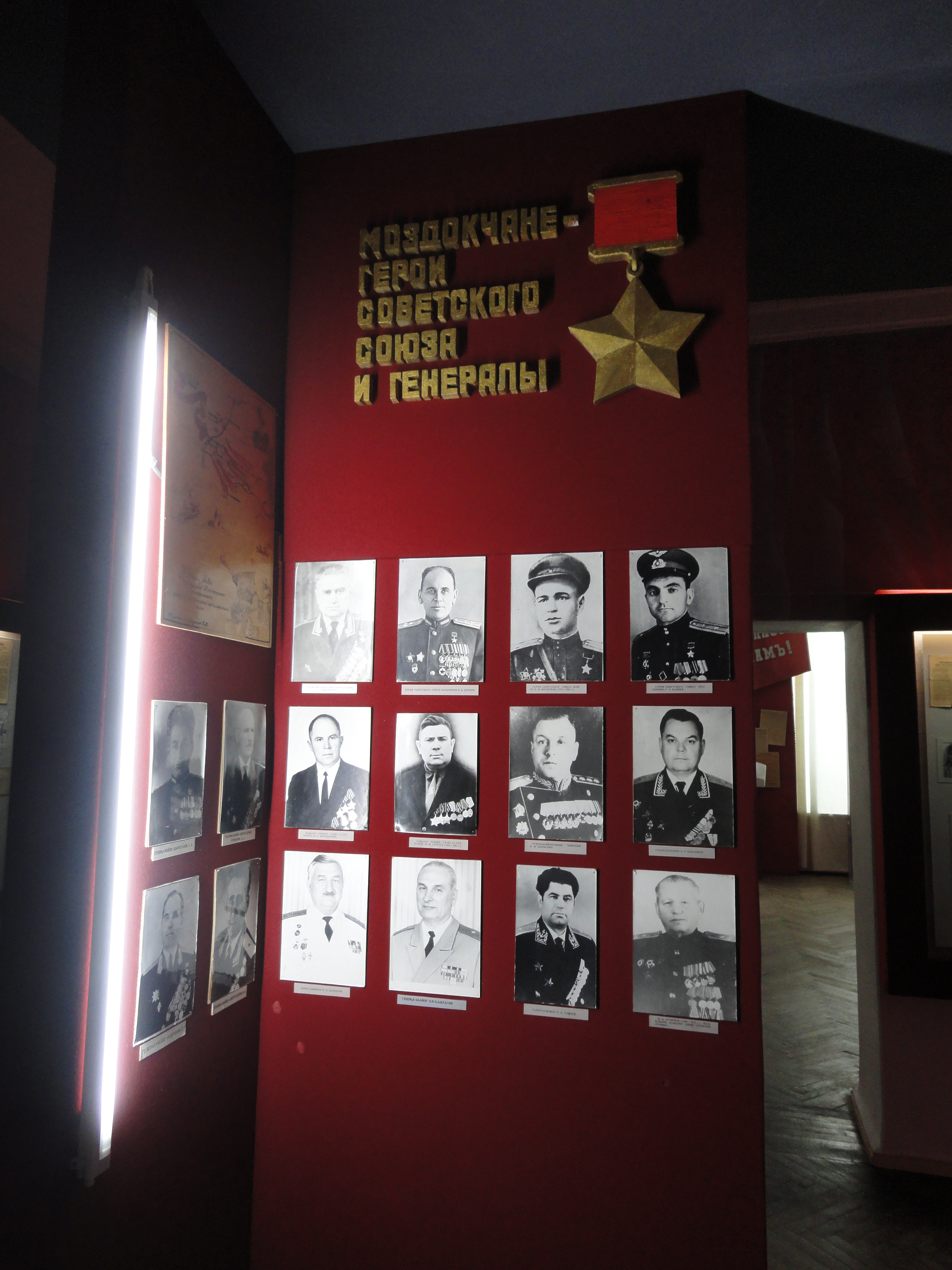
Военная экспозиция
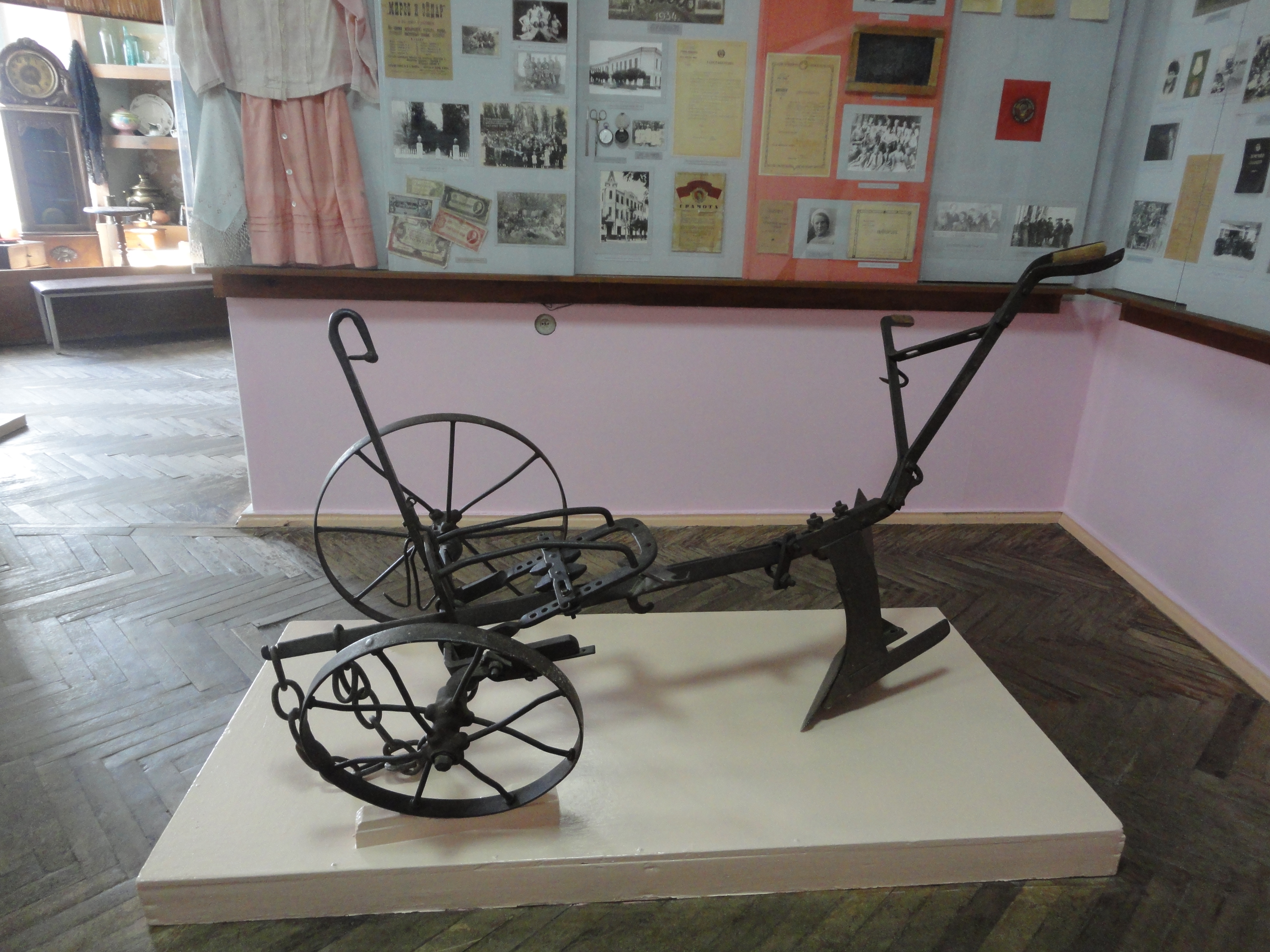
Плуг
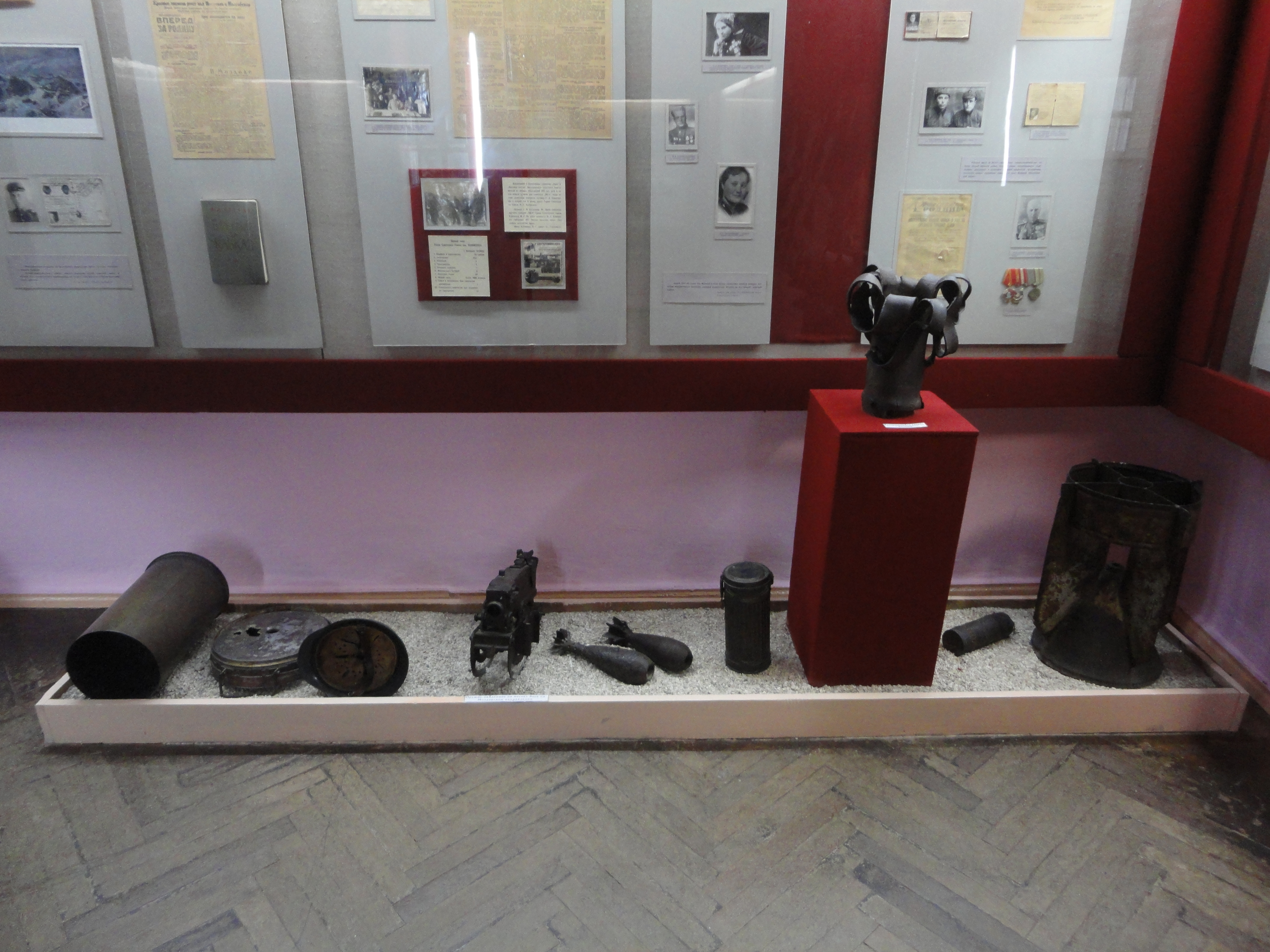
Снаряды
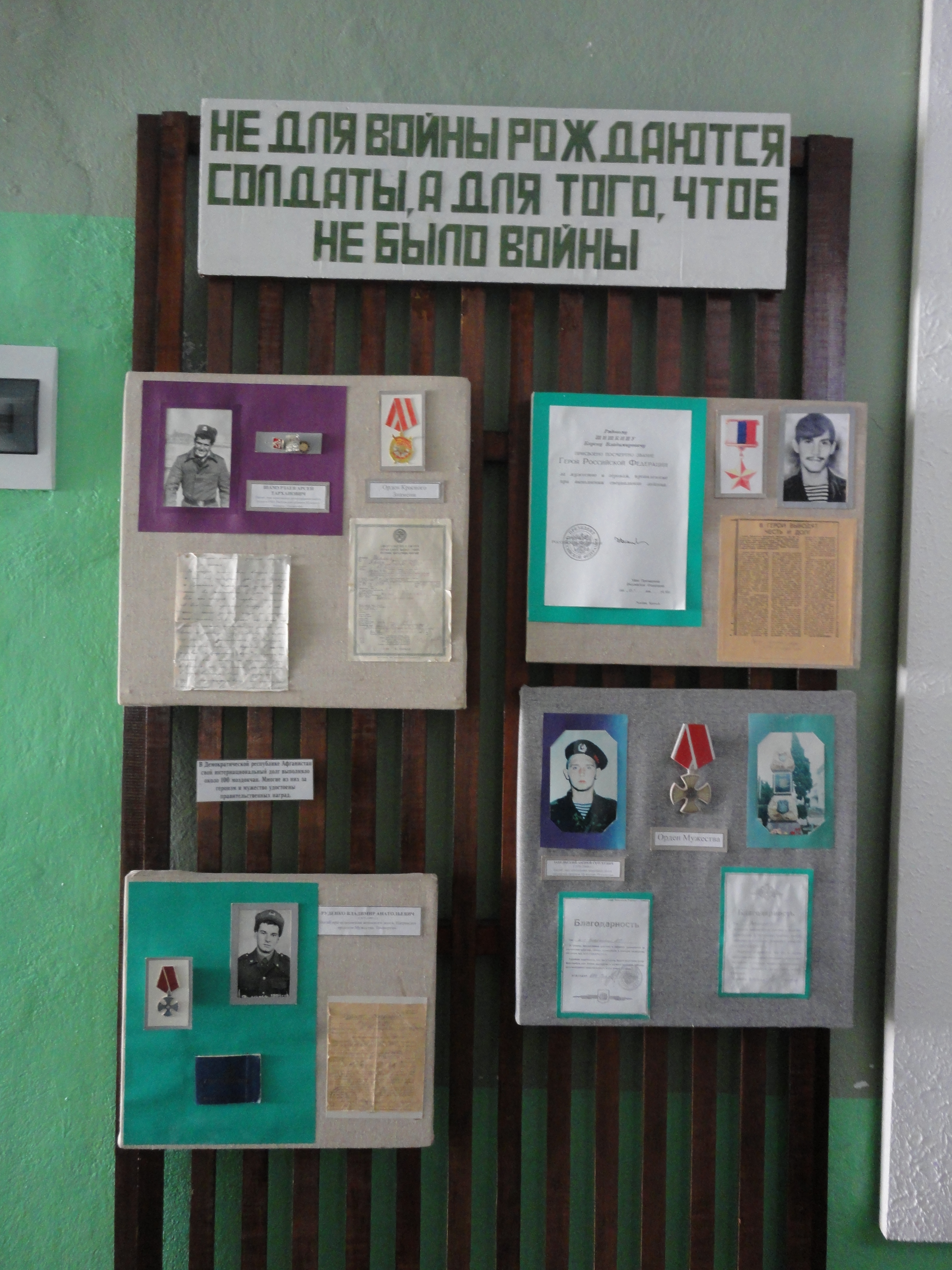
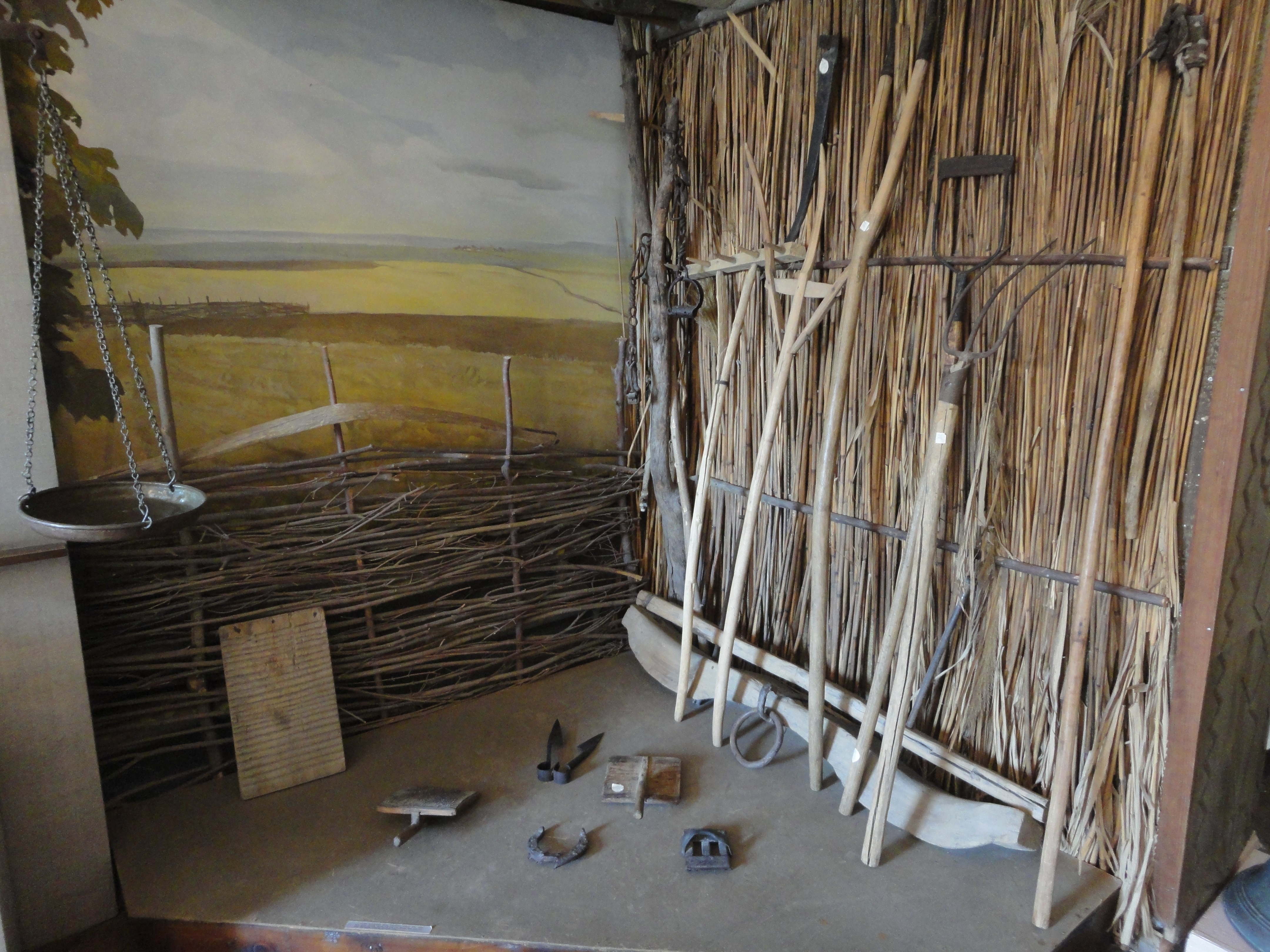
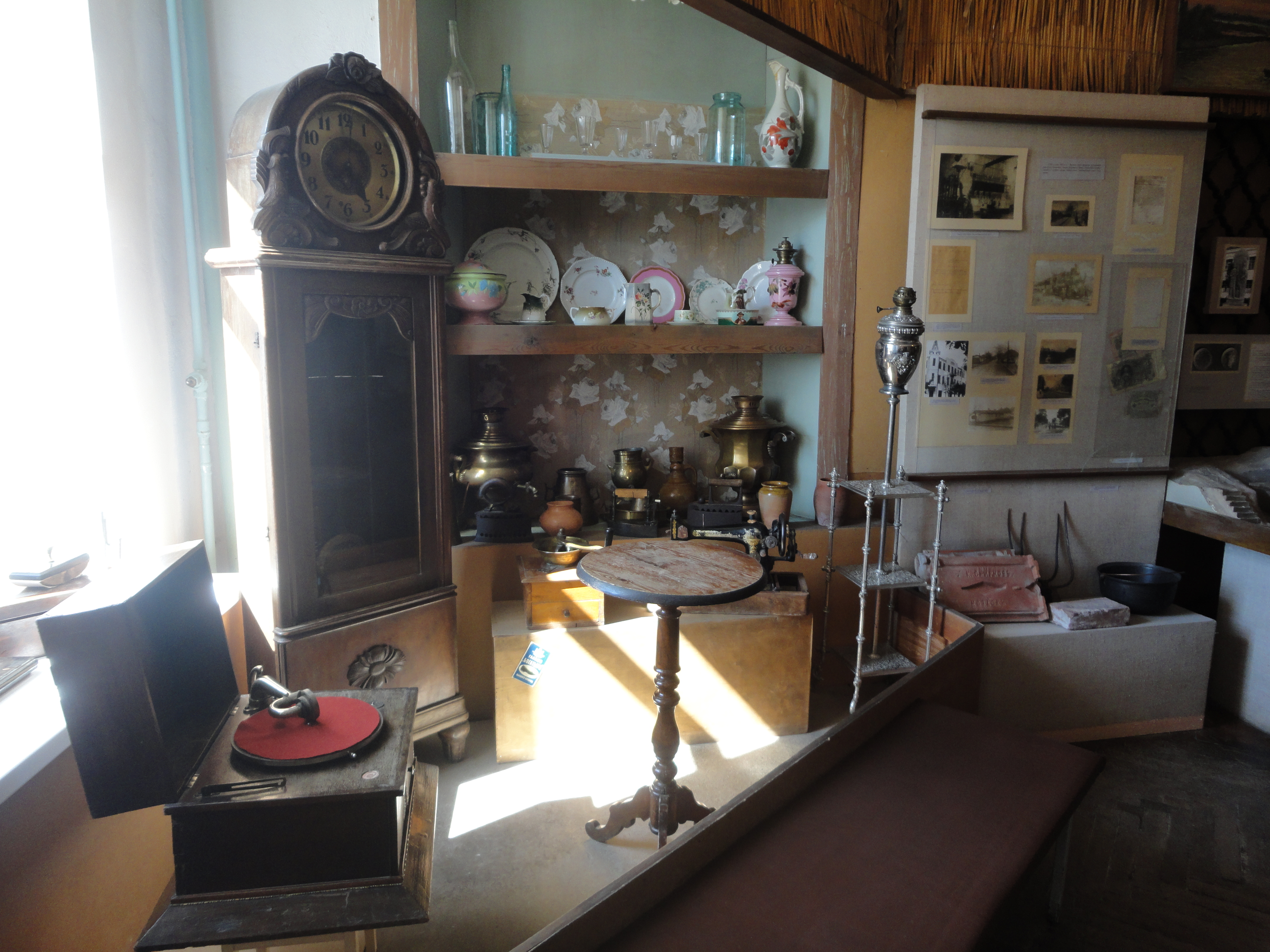
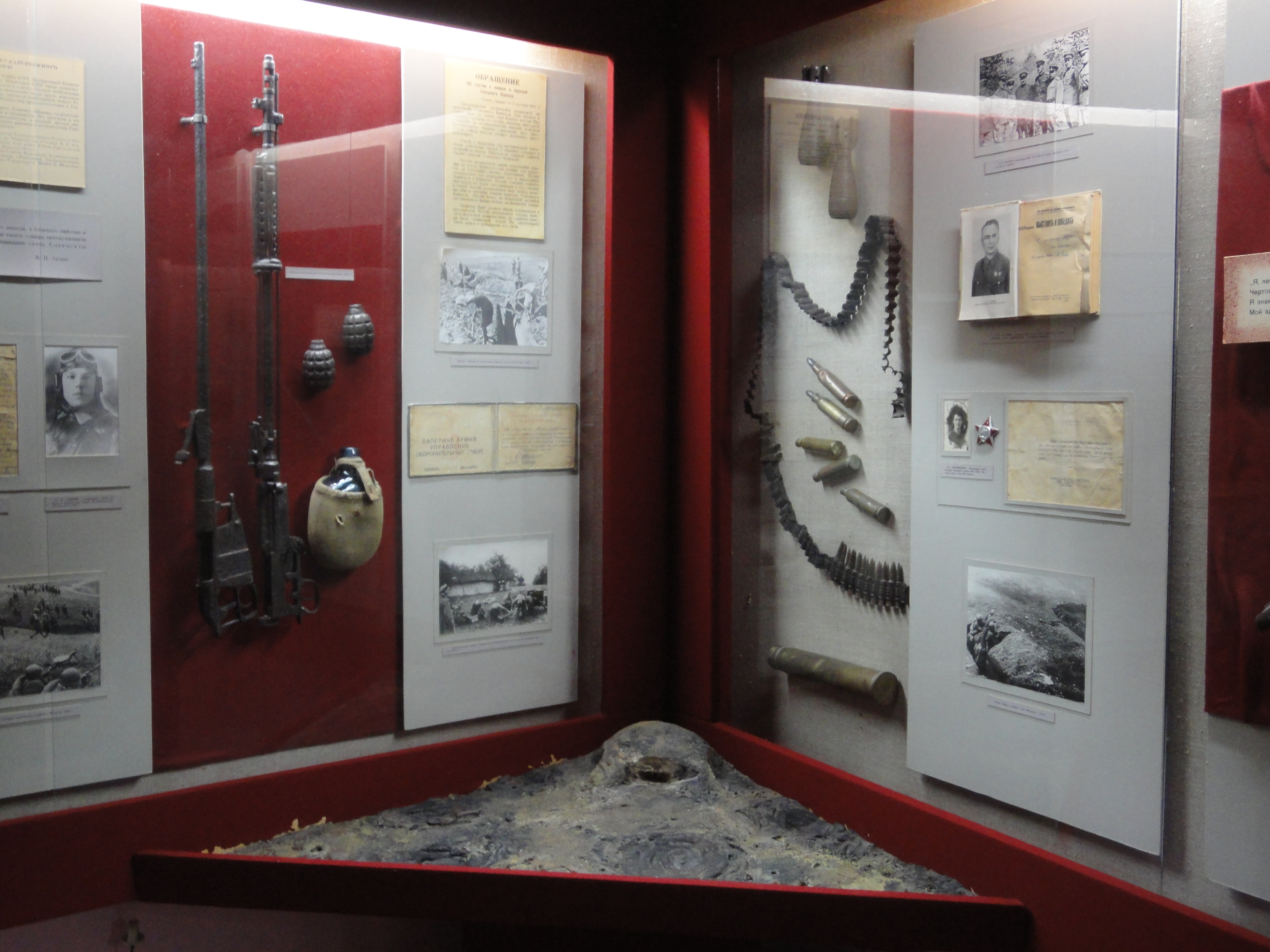
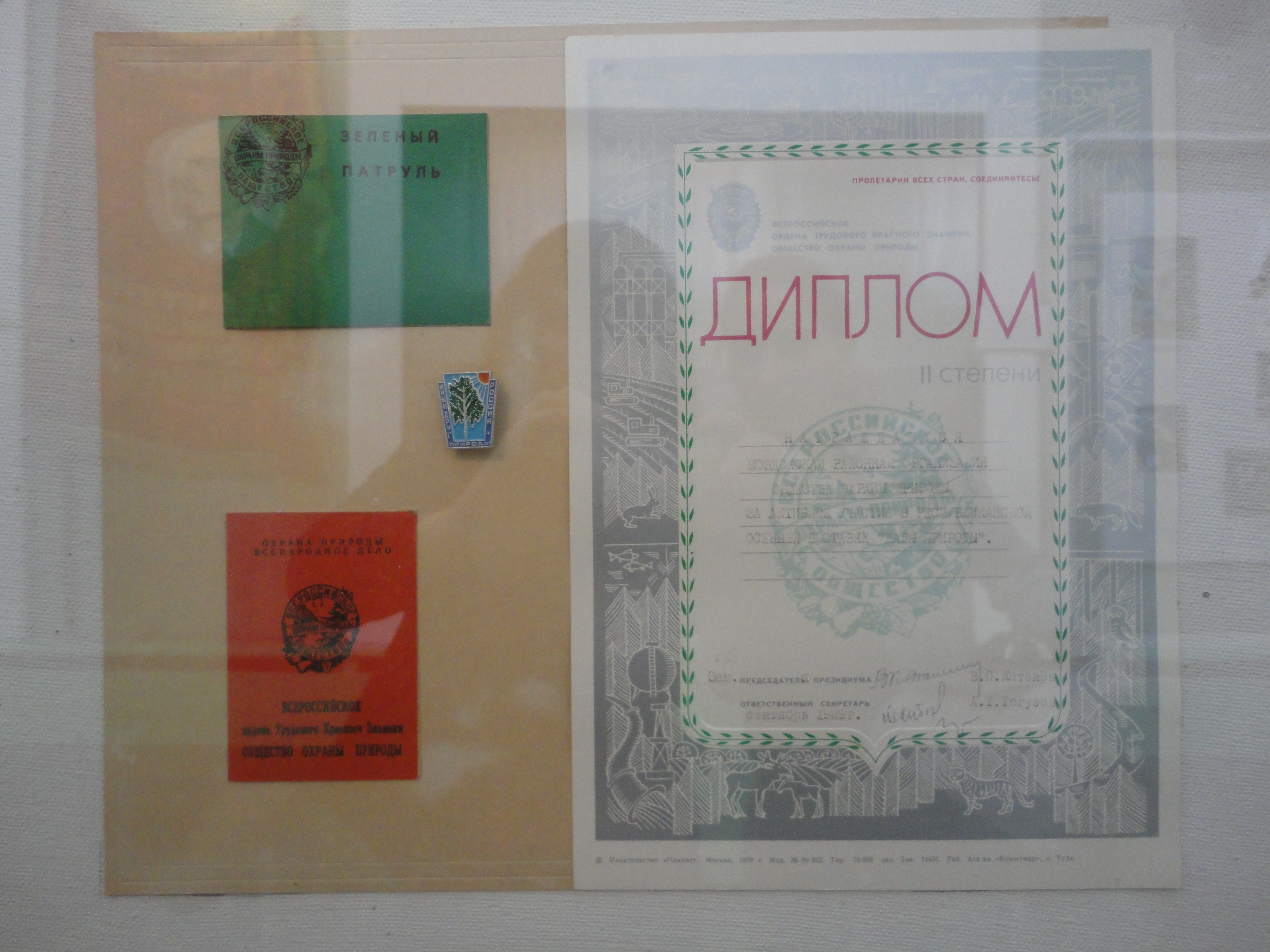
Охрана природы
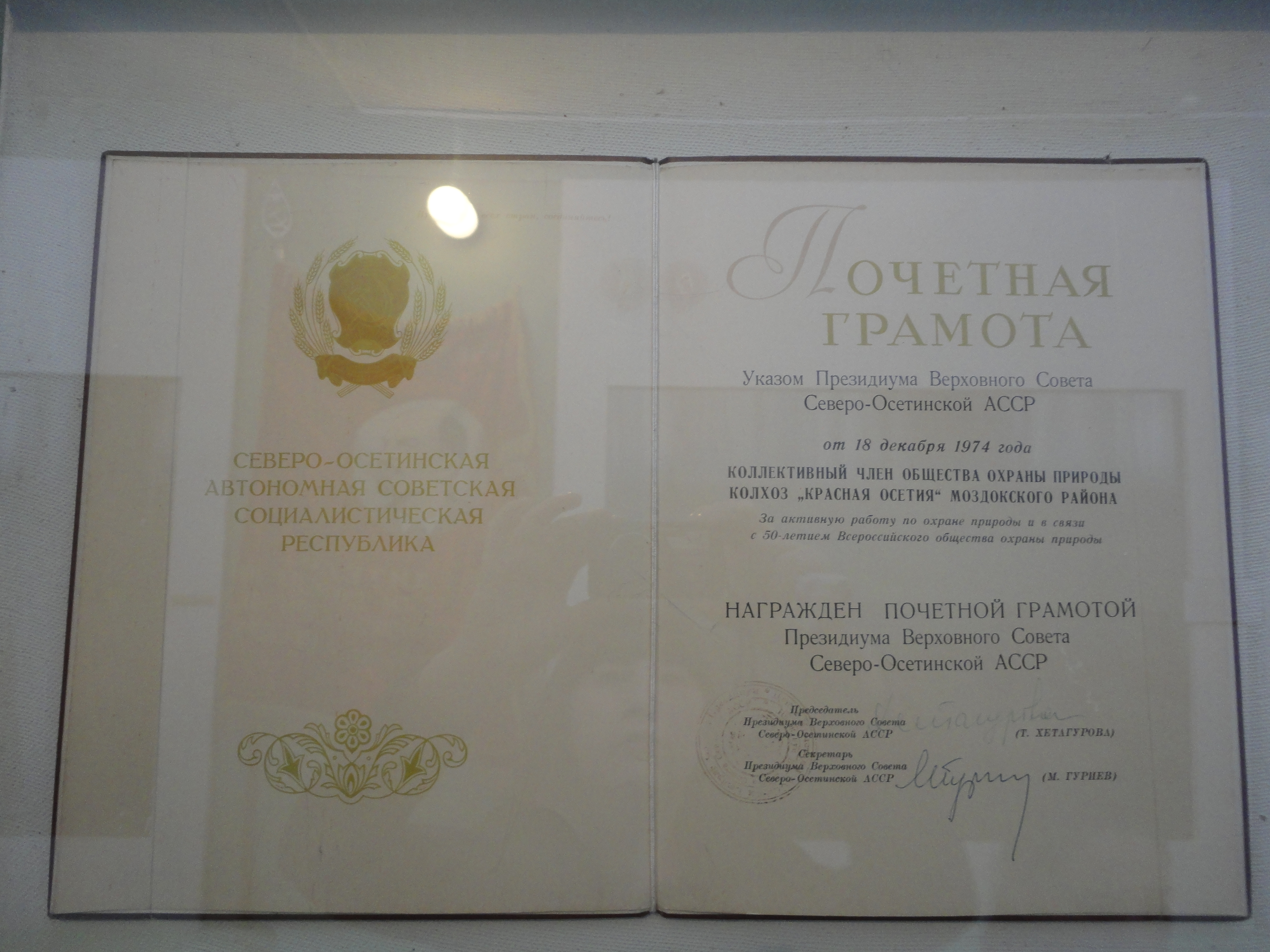
Охрана природы